# Léon Moreaux
Léon Moreaux ( Féron, Francia, 10 de marzo de 1852 - Rennes, Francia, 11 de noviembre de 1921) fue un tirador olímpico francés, ganador de ocho medallas olímpicas.
Participó en los Juegos Olímpicos de 1900 realizados en París (Francia), donde consiguió ganar la medalla de plata en las pruebas de pistola rápida (25 metros) y pistola militar por equipos, así como la medalla de bronce en la prueba de rifle militar (3 posiciones) por equipos. En estos mismos Juegos finalizó cuarto en la prueba de rifle militar (boca abajo) y séptimo en la pistola militar individual como resultados más destacados.
Participó en los Juegos Olímpicos de verano de 1906 realizados en Atenas (Grecia), los llamados Juegos Intercalados y que no son reconocido hoy oficialmente por el Comité Olímpico Internacional en los que ganó la medalla de oro en la prueba de pistola de duelo (20 metros) y rifle militar (200 metros), la medalla de plata en la prueba pistola rápida (25 m.) y la medalla de bronce en la prueba de rifle posición libre y rifle por equipos.
Participó en los Juegos Olímpicos de Londres 1908 realizados en Londres (Reino Unido), donde consiguió finalizar cuarto en la prueba de pistola rápida (25 m.) Por equipos, décimo en la prueba de pistola rápida (25 m.) Y trigésimo noveno en la prueba de rifle militar 300 metros.